# Кустов, Владимир Владимирович
Владимир Владимирович Кустов (род. 30 мая 1959, Ленинград) — российский художник-некрореалист и фотограф.

## Биография
Живёт и работает в Санкт-Петербурге.
Современным искусством занимается с начала 80-х годов — перформанс, кинематограф, живопись, фотография, литература, инсталляция.
В 1984 году знакомится с Евгением Юфитом и начинает работать над формированием эстетики некрореализма. Всё творчество Владимира Кустова посвящено представлению непредставимого, репрезентации терминальных (пограничных) состояний. Среди этих состояний особо выделяется умирание — превращение жизни в смерть. Избегая традиционной символизации фигуры смерти, так же, как и её аллегоризации, художник разрабатывает свой некрометод, основанный на переосмыслении существующих в современной культуре образов умирания. Он конструирует в произведениях образ своего внутреннего «коридора умирания», направленного вовне. Одной из стратегий Владимира Кустова является распространенная в постсовременном искусстве стратегия переприсвоения. Художник обращается к таким источникам, как, например, медицинские графики, отображающие умирание человека, учебники по психопатологии или атласы по судебной медицине. Наряду с этим автор создаёт и использует свою уникальную систему символов и кодов для изображения «сумеречных» состояний. Он использует в живописи только два цвета: белый и чёрный. Цвет смерти — белый, отражающий свет, это суммарный цвет всех цветов. Цвет жизни — чёрный, поглощающий свет. Бесконечное количество градаций серого цвета символизирует умирание (превращения между жизнью и смертью).
В самом начале 90-х годов начинает серьёзно интересоваться жанром инсталляции. С 1994 года работает над созданием серии некроинсталляций в музеях России и Европы. Создавая свои инсталляции, Кустов продолжает работать с двумя образами: «Жизнь» и «Смерть». Программная интеграция этих образов позволяет ему моделировать образ «Умирание» внутри пространства инсталляции.
В 1999 году Владимир Кустов вместе с Виктором Мазиным создаёт в Санкт-Петербурге Музей сновидений Фрейда.
В 2002 году вместе с профессором Е. С. Мишиным инициирует создание Центра танатологии при Музее судебной медицины Санкт-Петербургской Государственной медицинской академии им. И. И. Мечникова. Организует и курирует художественно-танатологические проекты Центра танатологии.
В настоящее время продолжает развивать художественные практики некрореализма,
сотрудничает с Галереей Марины Гисич.

## Персональные выставки
- 1993 — «На пути в гавань». Мастерская художника, Санкт-Петербург.
- 1994 — «Морфо-эстетические поля эволюции». Muu Gallery, Хельсинки.
- 1998 — «Кладбища Петербурга». Laterna Magica Gallery, Хельсинки.
- 1999 — «Кладбища Петербурга». Konserttitalo, Котка.
- 1999 — «Мавзолей и некросимволика». Музей Ленина (Тампере).
- 1999 — «Инсталляция: Музей сновидений Фрейда». Восточно-Европейский институт психоанализа, Санкт-Петербург.
- 1999 — «Кома». Государственный Русский Музей, Санкт-Петербург.
- 2000 — «Пересечения. Из контекста. Инородное тело». Российский этнографический музей, Санкт-Петербург.
- 2001 — «Современное искусство в традиционном музее. Приближение». Музей Судебной Медицины Санкт-Петербургской Государственной Медицинской Академии им И. И. Мечникова, Санкт-Петербург.
- 2005 — «Память земли». Музей Судебной Медицины Санкт-Петербургской Государственной Медицинской Академии им. И. И. Мечникова, Санкт-Петербург.
- 2006 — «Вороны и Собаки». Музей сновидений Фрейда, Санкт-Петербург.
- 2006 — «Война». Монумент героическим защитникам Ленинграда. Государственный музей истории Санкт-Петербурга, Санкт-Петербург.
- 2006 — «Владимир Кустов. Живопись 1987—2006». Галерея Марины Гисич, Санкт-Петербург.
- 2009 — «Хлеб». Музей Судебной Медицины Санкт-Петербургской Государственной Медицинской Академии им. И. И. Мечникова, Санкт-Петербург.
- 2009 — «Кристаллизация». Галерея Марины Гисич, Санкт-Петербург.

## Работы автора находятся в коллекциях
- Государственный Русский музей (Санкт-Петербург);
- Московский музей современного искусства (Москва);
- Музей Ленина (Тампере);
- Музей Сновидений Фрейда (Санкт-Петербург);
- частные коллекции России, Европы и США.